# عبد العال السيد (عزبة)
عزبة عبد العال السيد، عزبة تابعة لقرية شباس الملح، التابعة لمركز دسوق، التابع لمحافظة كفر الشيخ في جمهورية مصر العربية.